# Jean César Godeffroy
Jean César Godeffroy, également également Jean Cesar IV Godeffroy ou Johan Cesar Godeffroy (né à Hambourg le 16 octobre 1742 et mort à Hambourg le 7 mai 1818), est un négociant et armateur huguenot.

## Biographie
Jean César Godeffroy est né à Hambourg le 16 octobre 1742 et fait partie d'une famille (en) d'huguenots originaire de La Rochelle. Il est le fils de César Godeffroy (1706-1758) et de Catharina Suzanne Arnal (1717-1753), ainsi que le beau-frère de Pierre Joseph Texier (de) et l'oncle de Carl Godeffroy (fils de son frère Peter Godeffroy (de)).
Avant même que Johan Cesar Godeffroy n'acquière la citoyenneté de Hambourg le 1er novembre 1769, il devient un homme d'affaires actif. En 1782, il s'associe à la société et opère désormais sous le nom de « J.C. Godeffroy & Co". L'entreprise importe principalement du linge de Silésie, mais aussi de Saxe et de Westphalie. Les tissus sont généralement achetés par l'intermédiaire de la banque Wroclaw Eichborn & Co. et exportés de Hambourg par des navires affrétés à Cadix, où les marchands expédient la marchandise vers les colonies espagnoles d'Amérique du Sud. Le sucre est importé de La Havane.
Après la mort de son oncle Isaac Godeffroy en 1770, Godeffroy hérite de 42 571 livres sterling de sa propriété, qu'il avait gagnée en tant que marchand avec des plantations dans la colonie hollandaise du Suriname. Grâce à de bonnes affaires, Godeffroy peut doubler la fortune en quelques années.

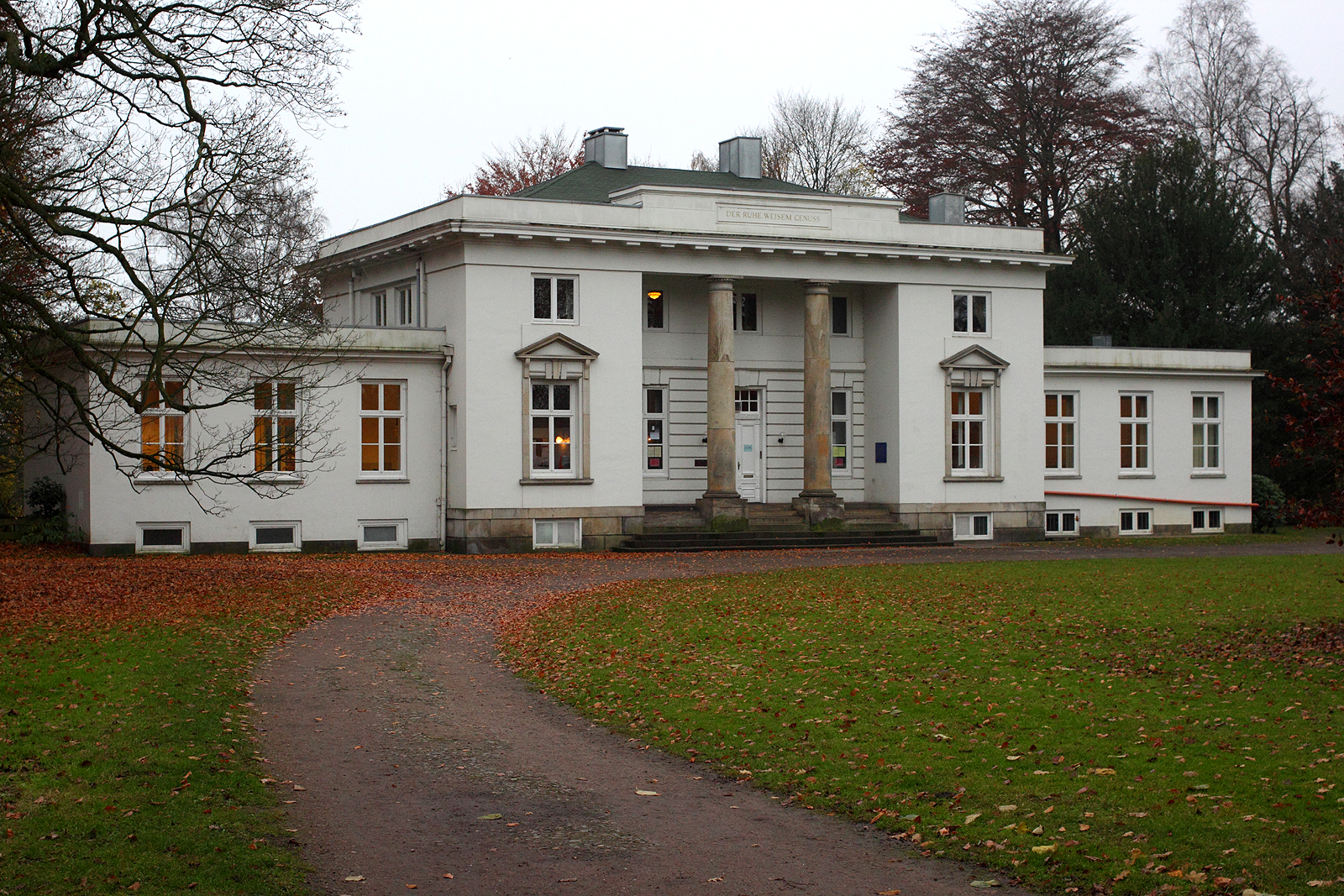
Landhaus J. C. Godeffroy.

En 1781, il achète une maison à Alten Wandrahm 103 (plus tard n ° 25) de Pierre Chaunel. La maison est évaluée à 48 000 marks Banco (de) en 1796 et sert de bâtiment résidentiel et commercial pour les deux prochaines générations de la famille. Godeffroy achète une maison à Hamm comme domaine de campagne en 1783, qu'il revend en 1786 après avoir acheté un terrain à Dockenhuden. Le 30 octobre 1786, en tant que plus offrant dans la vente du domaine du marchand hambourgeois Berend Johann Rodde pour 33 100 marks, il put acquérir environ 111 hectares de terrain à Dockenhuden. Il charge l'architecte danois Christian Frederik Hansen de construire une maison d'été et de campagne à Dockenhuden. Le bâtiment connu aujourd'hui sous le nom de Landhaus J. C. Godeffroy (de) est construit de 1789 à 1792 et est sa première commande privée à Altona.
En 1793, lui et son beau-frère Peter Texier part en voyage dans la ville portuaire de Cadix, dans le Sud de l'Espagne. Godeffroy survit à la crise économique de 1799 sans dommage majeur. Le blocus de l'Elbe et l'époque de la première occupation française de Hambourg entre 1806 et 1810 provoquent un grave effondrement des affaires. En 1806, il prend comme associé son fils du même nom Johan Cesar (1781-1845) (de). À partir de cette année, ils opèrent sous le nom de « J.C. Godeffroy & Son ». La fortune de Godeffroy en 1808 est estimée à deux millions de marks Banco. Au moment de la deuxième occupation 1813-1814, la famille déménage sa résidence et son entreprise à Kiel. Malgré de mauvaises affaires, Godeffroy peut laisser à son fils, qui dirige l'entreprise à sa mort en 1818, un demi-million de marks Banco.
Godeffroy s'est marié deux fois. En 1769, il épouse Emilie Boué (1748–1778) à Hambourg. Ce mariage est resté sans enfant. Après la mort de sa première femme, il épouse Antoinette Magdalena Matthiessen (1762–1818), sœur de Conrad Johann Matthiessen (en), le 15 novembre 1779 à Hambourg. De ce mariage sont nés les deux fils Johan Cesar (1781–1845) et August (1783–1863).

## Sources
- (de) Cet article est partiellement ou en totalité issu de l’article de Wikipédia en allemand intitulé « Jean Cesar Godeffroy » (voir la liste des auteurs).
- Claus Gossler: Godeffroy, Jean (Johan) César IV. In: Franklin Kopitzsch, Dirk Brietzke (Hrsg.): Hamburgische Biografie. Band 5. Wallstein, Göttingen 2010,  (ISBN 978-3-8353-0640-0), S. 141–142. (Diente als Vorlage für diesen Artikel).
- Gabriele Hoffmann: Das Haus an der Elbchaussee. Die Geschichte einer Reederfamilie. Kabel, München 2000,  (ISBN 3-8225-0465-3).
- Maria Möring: Die Hugenottenfamilie Godeffroy. In: Hamburger Wirtschafts-Chronik. (Band 12). Verlag Hanseatischer Merkur, Hamburg 1990,  (ISBN 978-3-922857-11-2).
- Kurt Schmack: J. C. Godeffroy & Sohn Kaufleute zu Hamburg. Leistung und Schicksal eines Welthandelshauses. Broschek, Hamburg 1938, DNB 576039713, S. 19–25.
- Richard Hertz: Das Hamburger Seehandelshaus J.C. Godeffroy und Sohn (1766‒1879). In: Veröffentlichung des Vereins für Hamburgische Geschichte. Band 4. Georg Westermann, Hamburg, Braunschweig 1922, DNB 570331633.
- Ascan Lutteroth: Hamburger Geschlechterbuch (5. Bd.). In: Bernhard Koerner (Hrsg.): Deutsches Geschlechterbuch. 27. Band. C. A. Starke, Görlitz 1914, S. 23–24 (Digitalisat Seite 165–166).
- Ernst Baasch: Quellen zur Geschichte von Hamburgs Handel und Schiffahrt im 17., 18. und 19. Jahrhundert. 5 Bände. Gräfe & Sillem, Hamburg 1908–1910.
- Kurt Moriz-Eichborn: Das Soll und Haben von Eichborn & Co in 175 Jahren. Ein schlesischer Beitrag zur vaterländischen Wirtschaftsgeschichte. W. G. Korn, Breslau 1903, urn:nbn:de:hbz:061:1-481025 (ULB Düsseldorf).
- Richard Ehrenberg: Aus der Vorzeit von Blankenese und den benachbarten Ortschaften Wedel, Dockenhuden, Nienstedten und Flottbek. Otto Meißner, Hamburg 1897, DNB 456513043, S. 96 (Digitalisat SUB Hamburg).
- Das Personen- und Firmenverzeichnis: Das Hamburger Commercium oder vollständiges alphabetisches Verzeichniß aller Hamburgischen Kaufleute in: Almanach für Reisende von 1782 (Seite 38–39).